# Sint-Servaasgasthuis
Het Sint-Servaasgasthuis of Sint-Servaashospitaal was een middeleeuws gasthuis of hospitaal aan het Vrijthof in de Nederlandse stad Maastricht. Het in oorsprong elfde of twaalfde-eeuwse gasthuis lag binnen de claustrale singel van het Sint-Servaaskapittel en diende als onderkomen voor de pelgrims die het graf van Sint-Servaas bezochten. Daarnaast diende het als opvang voor zieken en gebrekkigen. In de negentiende eeuw werd het gebouw gesloopt.

## Geschiedenis

### Een palts aan het Vrijthof?
Bij de afbraak van het Sint-Servaasgasthuis in 1821 werden enkele opmerkelijke vondsten gedaan, die door de lokale historicus Martinus van Heylerhoff (1776-1854) zijn opgetekend. Onder andere werden op geringe diepte twee zeer zware muren aangetroffen, die de zuidwesthoek vormden van een stevig gebouw. Wellicht was deze vondst de stimulans om in 1822 de Société des Amis des Sciences, Lettres et Arts op te richten. In 1825 en 1829 publiceerde Van Heylerhoff twee artikelen in het jaarboek van de Société over de Vrijthof-vondsten. In het laatste artikel beschreef hij het geobserveerde muurwerk nauwkeuriger als van een onbekende, grofkorrelige steensoort, plaatselijk maar liefst zes(!) meter hoog en minstens een meter dik, uitlopend naar 1,4 m aan de onderkant. In slijkachtige grond (een gracht?) werden tal van vondsten gedaan, onder andere kapitelen en grote stukken beeldhouwwerk, tot 1 m hoog. Van Heylerhoff concludeerde dat het hier wel om een gebouw van Romeinse oorsprong moest gaan, wellicht de woning van een militaire commandant, die later dienstdeed als koninklijk verblijf. Jozef Habets en anderen bouwden later op deze theorie voort. Een gebouw van Romeinse oorsprong is op deze plaats vrijwel uitgesloten, maar een palts is zeker mogelijk, ook gezien het bezoek van diverse Merovingische koningen aan Maastricht en de latere aanwezigheid van het Brabants of Spaans Gouvernement in deze omgeving. Een andere, meer voor de hand liggende mogelijkheid is dat het hier gaat om een voorloper van het twaalfde-eeuwse hospitaal.

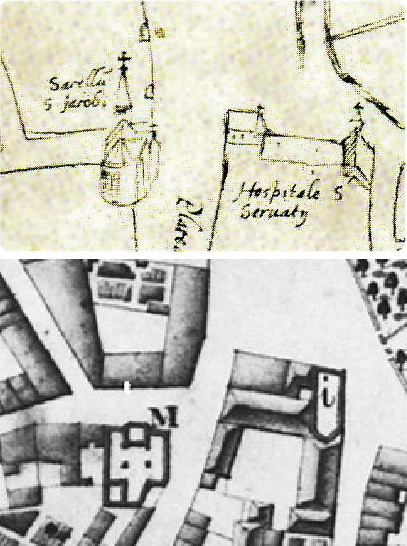
De zuidoosthoek van het Vrijthof op twee plattegronden uit 1587 en 1749. Het Sint-Servaasgasthuis (i) ligt naast het Sint-Jacobsgasthuis (M). Op de andere hoek ligt het Spaans Gouvernement

### Sint-Servaasgasthuis
De geschiedenis van het Sint-Servaasgasthuis gaat ver terug. Een van de oudste documenten waarin Maastricht genoemd wordt, is een schenking door Grimo of Adalgyselus, diaken in Verdun, die in 634 aan de leprozen van Maastricht goederen in de buurt van Flémalle naliet. Niet duidelijk is waar deze leprozerie gevestigd was. In elke geval was in de Regel van Aken, die sinds de negende eeuw voor seculiere kapittels gold, de verplichting opgenomen om een domus hospitales te stichten. De oudste vermelding van een gasthuis bij de Sint-Servaaskerk is te vinden bij Jocundus (circa 1080), een Franse geestelijke die in opdracht van het Sint-Servaaskapittel het leven en de wonderen van Sint-Servaas beschreef. Drie van de door hem genoemde wonderbaarlijke genezingen betroffen pelgrims die in het Sint-Servaasgasthuis verbleven. Jocundus vermeldde ook wie de hospitaalmeester was: Adelbert. Een eeuw later noemde Henric van Veldeke in zijn Leven van Sint-Servaas de kanunnik Hezelo als 'meester' van het gasthuis. Diezelfde Hezelo liet in 1171 een kapel bouwen en stelde een lijst met bezittingen van het gasthuis op. Het oudst bewaard gebleven reglement dateert uit 1441. In 1488 werd het Sint-Servaasgasthuis, na een donatie van de Franse koning Karel VIII, uitgebreid met een nachtverblijf, dat echter uitsluitend voor Franse pelgrims was bedoeld (zie ook: Koningskapel). Naast het Sint-Servaas- en Sint-Jacobsgasthuis bezat het Sint-Servaaskapittel nog een derde gasthuis, dat een meer op de directe omgeving gerichte maatschappelijke functie had: het in de dertiende eeuw gestichte gasthuis van Sint-Nicolaas in Tweebergen, op de hoek van de Brusselsestraat en de tegenwoordige Jekerstraat, dat tot eind zestiende eeuw in functie bleef.

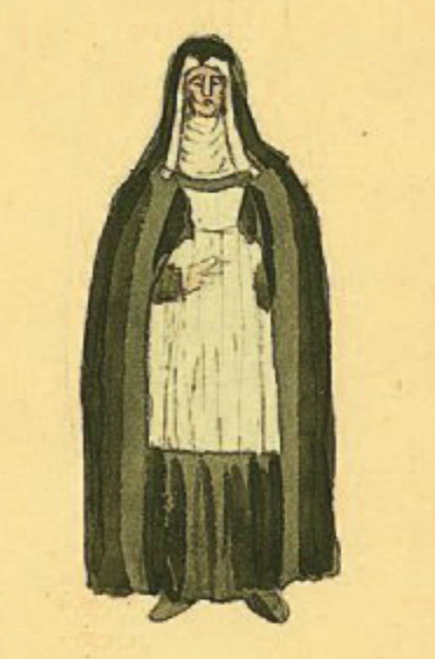
Hospitaalzuster

Gasten kregen volgens het reglement drie dagen gratis logies met bier, brood en erwtensoep. Wie door ziekte of ontbering toch bezweek werd begraven op het Ellendigenkerkhof, naast de Koningskapel, dat op een bouwtekening uit 1733 staat aangegeven als "begraef plaets vant St.vaesgasthuijs". Niet iedereen werd toegelaten; uitgesloten waren krankzinnigen, zwervers, vondelingen, soldaten, melaatsen, pestlijders en lijders aan "schandelijke ziekten" (geslachtsziekten). Naast buitenlandse pelgrims konden ook zieke kanunniken van Sint-Servaas terecht in het 'eigen' gasthuis. Het gasthuis bezat onder meer een laathof in Wolder, waardoor de instelling min of meer financieel onafhankelijk van het kapittel kon functioneren. Aan het hoofd stond de rector of hospitaalmeester (magister hospitales of hospitalarius), een priester die de hospitaalgoederen beheerde en tevens de zielzorg in de kapel verzorgde. De rector behoorde tot de zogenaamde Broederschap van Kapelanen (of "kleine kanunniken"), die van 1296 tot 1481 in de Gasthuiskapel bijeen kwamen. In de kapel bevond zich een altaar gewijd aan Sint-Servaas, waarvan de rector de beneficiant was. De boekhouding van de hospitaalmeester werd namens het kapittel door een provisor gecontroleerd. Deze nam ook nieuwe hospitaalzusters aan (maximaal zes), maar de uiteindelijke beslissingsbevoegdheid lag bij de deken van het kapittel.
Tijdens de zevenjaarlijkse heiligdomsvaarten konden de gasthuizen van Sint-Servaas en Sint-Jacob de toestroom van pelgrims niet aan en boden ook andere gasthuizen (alsmede kloosters en particulieren) onderdak. Vanaf de zestiende eeuw nam het aantal pelgrims in Maastricht af, waardoor het Sint-Servaasgasthuis zich op andere doelgroepen ging richten. In 1500 waren er dertien gasthuizen in de stad; in 1626 nog maar zes. In 1571 vond er onder rector Peter van Daele een grote verbouwing plaats. In 1615 arriveerden tien zusters augustinessen uit Tienen om de verzorging van zieken, armen en ouden van dagen op zich te nemen. Na de verovering door Frederik-Hendrik moesten de zusters plaatsmaken voor ingehuurde lekenverplegers. In 1639 was de chirurgijn Robert Charbonier aan het gasthuis verbonden. Vanaf circa 1750 werden helemaal geen buitenlandse pelgrims meer opgenomen, op verzoek van militair gouverneur Hobbe Esaias van Aylva. In de Franse tijd werden alle religieuze instellingen, ook het Sint-Servaasgasthuis, opgeheven. Het gebouw fungeerde nog enige tijd als militair hospitaal en, na het vertek van de Fransen, als algemeen ziekenhuis.

### Sloop gasthuis, bouw huizenblok en opgravingen
In 1821 werden zowel de kapel als de westvleugel van het gasthuis gesloopt, waarmee de rooilijn van het Vrijthof rechtgetrokken werd. In een deel van de gebouwen aan de Platielstraat bleef het Burgerlijk Armbestuur gevestigd, maar toen dit in 1858 de beschikking kreeg over een deel van het nieuwe Administratiegebouw van het Gasthuis Calvariënberg, verdween het laatste stukje van het Sint-Servaasgasthuis. Van het complex bleef niets bewaard, wellicht op een gevelsteen na (zie hieronder). Op het achter de rooilijn liggende terrein werden enkele huizen gebouwd.
Bij werkzaamheden aan het Vrijthof in 1971 en 2001 werden laatmiddeleeuwse mergelstenen muurresten van het gasthuis waargenomen. Bij de laatste opgraving werd tevens een oudere, noord-zuid georiënteerde muur van kolenzandsteen waargenomen.

## Beschrijving

### Kapel
De kapel van het Sint-Servaasgasthuis lag aan de noordwestzijde van het complex. Door de vooruitgeschoven positie van het complex, lag zowel de noord- als de oostgevel van de kapel vrij aan het Vrijthof. Het koor was naar het oosten gericht, maar was vastgebouwd aan een vleugel van het gasthuis, evenals de zuidgevel. De kapel had aanvankelijk een romaans uiterlijk, maar werd op een onbekend tijdstip verbouwd in gotische stijl. De naar het Vrijthof gerichte noordelijke en westelijke vleugels werden in 1571 verbouwd in Maaslandse renaissancestijl en kregen toen een decoratie van portretmedaillons en cartouches. Tekeningen van Josua de Grave en Valentijn Klotz uit omstreeks 1670 tonen een tamelijk langgerekte, eenbeukige kapel met onregelmatig geplaatste gotische ramen en een Maaslandse westgevel. De dakruiter heeft hier nog duidelijk gotische vormen. In 1773 werd de bouwvallige kapel vervangen door nieuwbouw. Een reconstructietekening van Philippe van Gulpen (1792-1861) toont een eenvoudige barokke kapel met een kleine dakruiter.

### Gasthuis
Philippe van Gulpen, die het gebouw in zijn jonge jaren gekend moet hebben, tekende een westelijke kloostergevel met regelmatig geplaatste Maaslandse kruisramen verdeeld over twee verdiepingen. De ingang bevond zich direct naast de kapel. Omstreeks 1630 werd het klooster aan de noordoostzijde uitgebreid. In dit gedeelte was bij de sloop in 1821 het secretariaat van de armen gevestigd.

## Erfgoed
Een sterk verweerde gevelsteen van het Sint-Servaasgasthuis (of Sint-Jacobsgasthuis) bevond/bevindt zich aan de achtergevel van Sint Jacobstraat 8. Een kopie bevindt zich aan de toren van het voormalige Ziekenhuis Sint Annadal. Wellicht is het reliëf aan de voorgevel van het pand Sint Jacobstraat 10-12 eveneens een kopie. Van het samengestelde reliëf toont het rechthoekige middenpaneel een Anna te Drieën. Dit wordt afgeschermd door een soort afdakje met daarboven een wapenschild(?). Aan weerszijden van het middenpaneel bevinden zich twee staande putti en aan de onderzijde een gevleugeld engeltje, die beiden te groot lijken in vergelijking met de figuren op het middenpaneel. Wellicht is dit laatste ouder en zijn de andere figuren en ornamenten in de zestiende of zeventiende eeuw toegevoegd, of werden de losse fragmenten bij de verplaatsing naar de huidige locatie bij elkaar gevoegd.
Van het Sint-Servaasgasthuis zijn verder geen zichtbare delen bewaard gebleven. Een deel van het terrein is na de sloop onbebouwd gebleven; op het overige deel staat een negentiende-eeuws huizenblok dat sinds 1966 de status van rijksmonument heeft. Aan de gevel aan de Bredestraat bevindt zich een reliëf uit 1946, mogelijk van de hand van Charles Vos, met een afbeelding van de piëta, dat onderdeel is van de Bidweg van de Sterre der Zee.

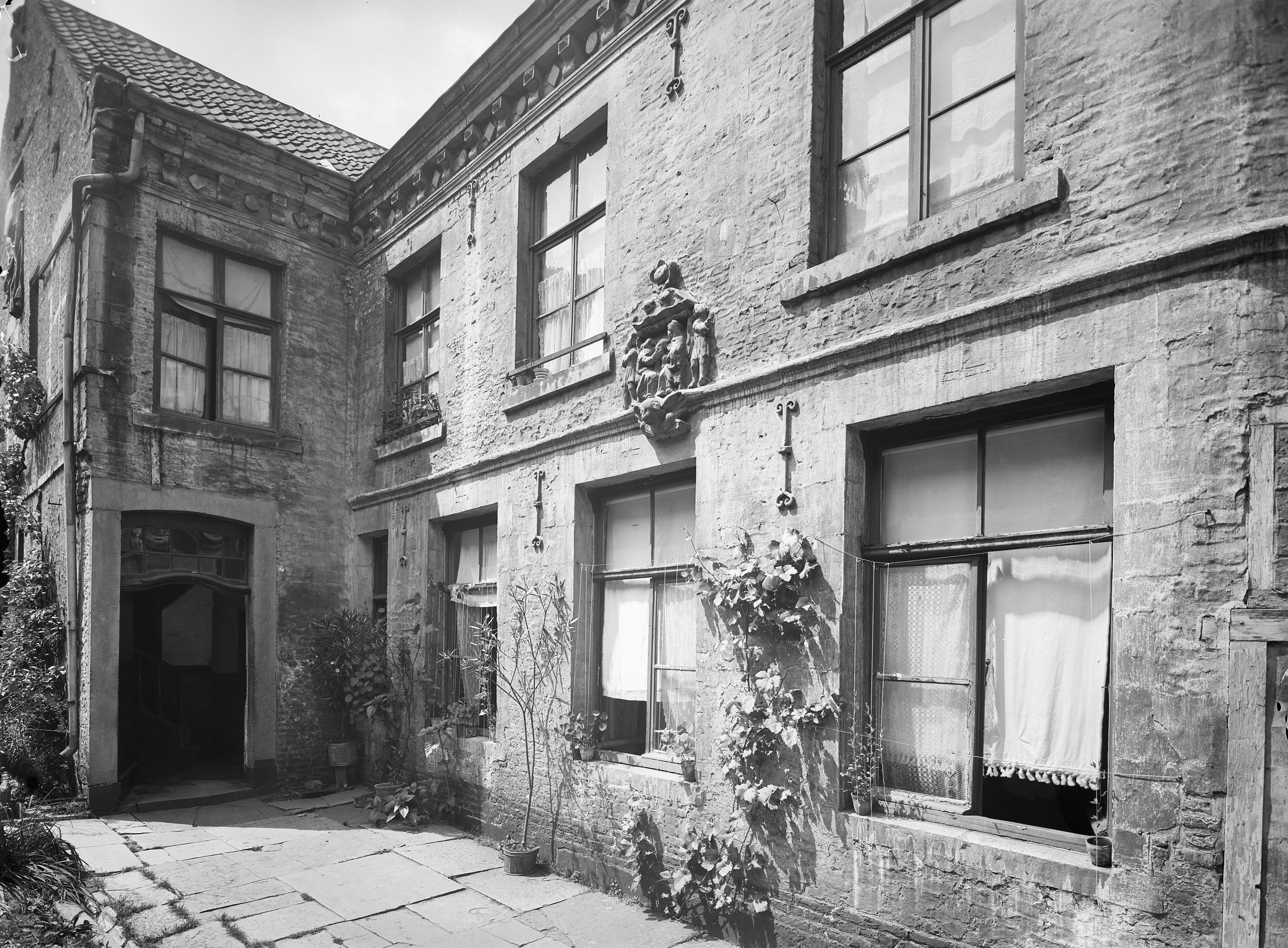
Sint Jacobstraat 8 met reliëf in de achtergevel, 1917
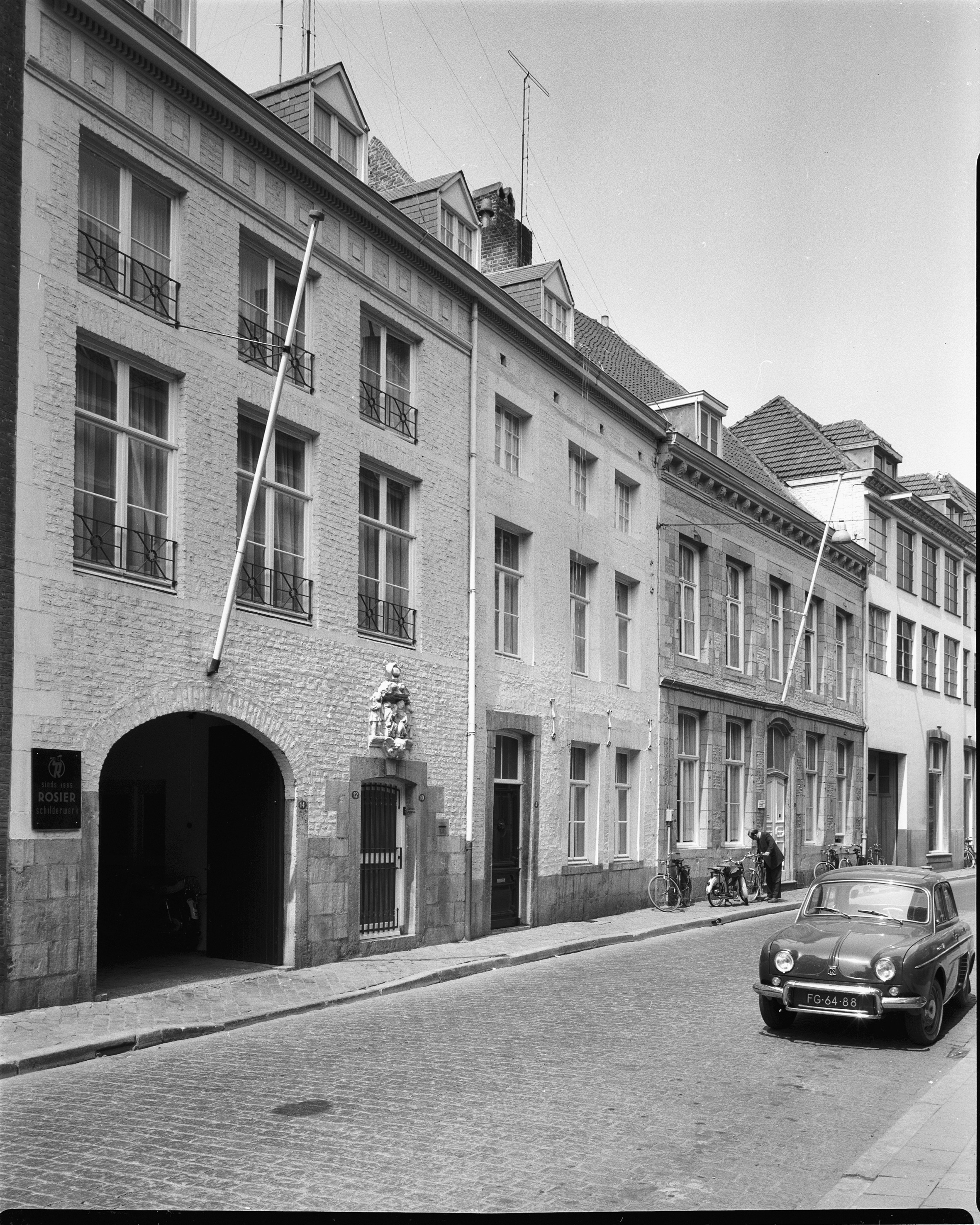
Sint Jacobstraat 10-12 met reliëf in de voorgevel, 1962
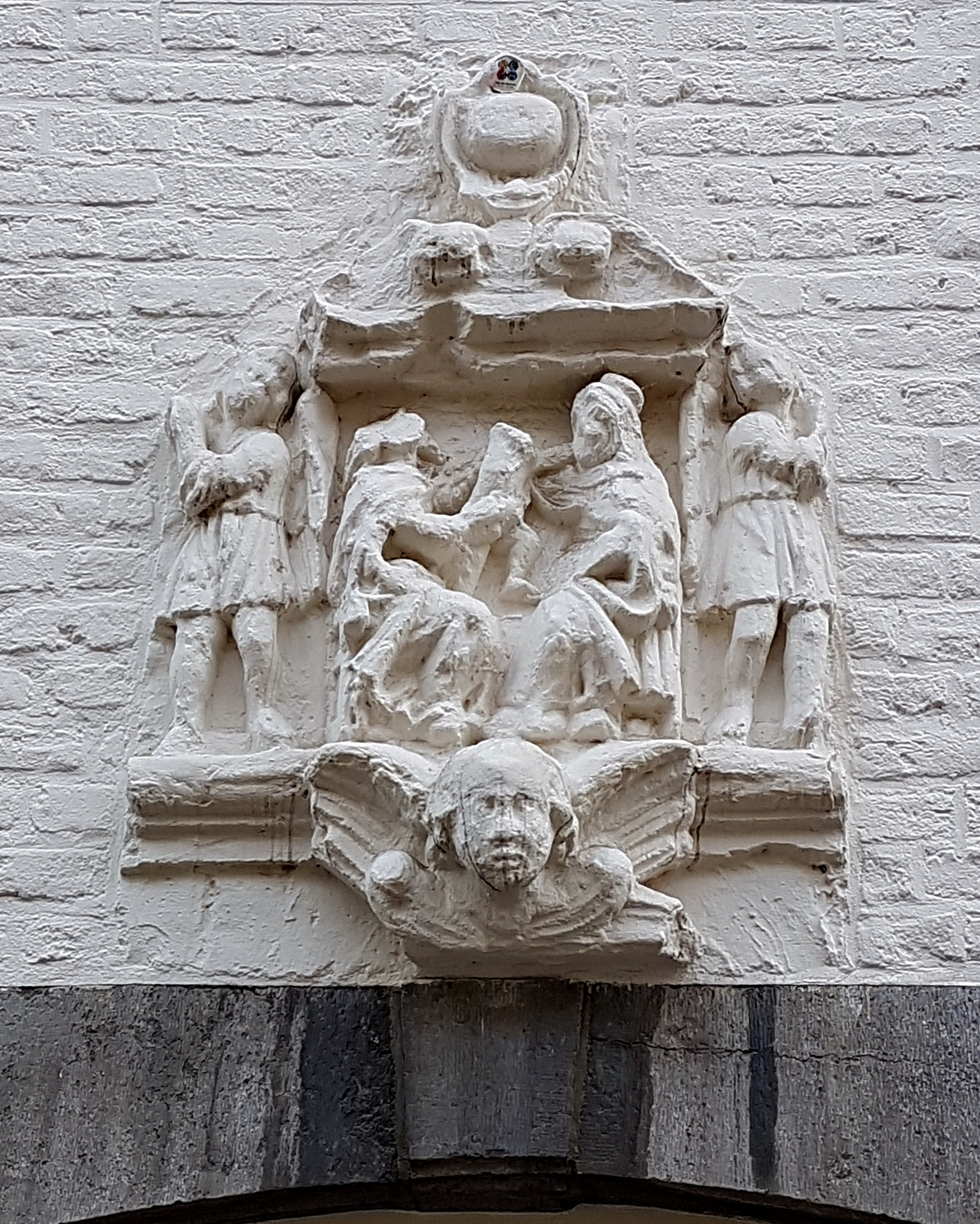
Het reliëf (of een kopie?) in 2016
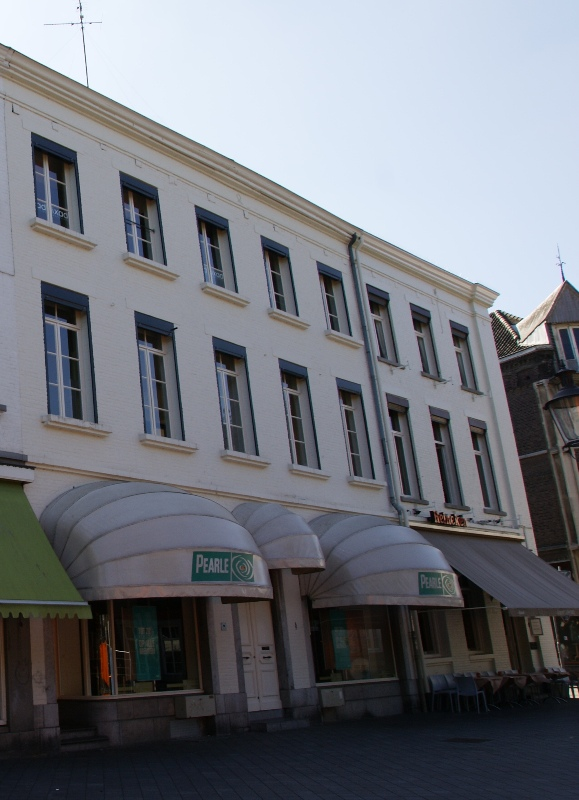
Hoekpand Vrijthof 15A & 16 / Bredestraat 32